# Мариуполь и его окрестности
«Мариуполь и его окрестности» — сборник лекций о Мариуполе и его окрестностях, написанный весной 1892 года преподавателями Александровской мужской гимназии; значительная часть текста принадлежит директору гимназии Григорию Ивановичу Тимошевскому. Издан на средства почётного гражданина, гласного Мариупольской городской думы, крупного предпринимателя Давида Хараджаева.
Книга является источником для краеведов, историков, этнографов, языковедов, литераторов, журналистов. Экземпляры книги сохранились: 2 или 3 из них хранятся в Мариупольском краеведческом музее, некоторое количество — в частных собраниях. Один экземпляр хранится в Донецком краеведческом музее. Также по одному в Москве (в фондах Российской государственной библиотеки) и Санкт-Петербурге (библиотека имени Салтыкова-Щедрина).